# Morte de Oury Jalloh
Oury Jalloh (1968 em Kabala, Serra Leoa ) – 7 de janeiro de 2005, em Dessau, Alemanha ) foi um requerente de asilo que morreu em um incêndio em uma cela da polícia em Dessau, Alemanha. As mãos e os pés de Jalloh, que estava sozinho na cela, estavam amarrados a um colchão. Um alarme de incêndio disparou, mas foi inicialmente desligado sem nenhuma ação adicional por um oficial. O caso causou indignação nacional e internacional com a narrativa oficial do suicídio.

## Vida
Oury Jalloh nasceu em 1968 em Kabala, Serra Leoa. Em 2000, ele fugiu da Guerra Civil de Serra Leoa para a Guiné, onde seus pais já moravam, e depois para a Alemanha, onde pediu asilo político. Embora seu pedido tenha sido recusado, ele permaneceu no país. Seu filho com uma cidadã alemã foi colocado para adoção pela mãe logo após o nascimento.

## Morte
A narrativa oficial, apresentada pelos policiais em seu julgamento posterior, foi noticiada por jornais como o Der Tagesspiegel . Na manhã de 7 de janeiro de 2005, por volta das 8 horas, alguns garis chamaram a polícia e relataram que uma colega se sentiu ameaçada por um homem bêbado (que era Oury Jalloh). Quando dois policiais (Hans-Ulrich M. e Udo S.) chegaram, Jalloh se recusou a mostrar sua identificação e depois resistiu à prisão. Os policiais o prenderam, com a intenção de indicá-lo por assédio, embora as acusações formais nunca tenham sido feitas. Na delegacia, os dois policiais levaram Jalloh para o porão e o seguraram em um sofá enquanto um médico tirava seu sangue para testar álcool e drogas, mesmo sem ter ordem judicial para fazê-lo. O teste mostrou um teor alcoólico sanguíneo de cerca de 0,3% e indicou uso de cocaína. O médico avaliou Jalloh como seguro para ser encarcerado, mas Jalloh nunca foi levado à frente de um juiz, conforme exigido pela lei na Alemanha. Em vez disso, os dois policiais o arrastaram para uma cela e o algemaram a uma cama pelas mãos e pelos pés.
A policial Beate H. trabalhava na sala de controle do segundo andar, junto com Andreas S., seu superior. No interfone ela ouviu Jalloh chacoalhar suas correntes e xingar, então ela tentou acalmá-lo e ela relata mais tarde que ouviu outros policiais na cela. Ela foi ver como ele estava por volta das 11h30, não notando nada de especial. Ela voltou para a sala de controle, onde Andreas S. baixou o volume do interfone e ela disse a ele para aumentar novamente. Por volta do meio-dia, ela alegou ter ouvido sons de respingos e disse a Andreas S. que era sua vez de verificar. Ela disse originalmente que depois que o alarme de incêndio disparou, Andreas S. o desligou duas vezes. Quando outro alarme diferente disparou, ele foi verificar o que estava acontecendo. Gerhard M. seguiu Andreas S. escada abaixo até as celas, onde encontraram Jalloh ainda vivo, mas queimando até a morte. Sua palavra final foi "fogo". 
A polícia sugeriu que Jalloh havia se queimado até a morte, usando um isqueiro para acender o colchão de espuma em que estava deitado na cela. Não havia isqueiro na cela. Um isqueiro apareceu em um saco de provas vários dias após a morte de Jalloh.

## Investigações federais
A autópsia oficial concluiu que a causa imediata da morte foi provavelmente o choque térmico nos pulmões de Jalloh pela inalação de fumaça. Uma autópsia posterior de 2019 realizada por especialistas da Universidade Goethe depois de ser encomendada pela família de Jalloh descobriu que ele tinha uma costela quebrada, um nariz quebrado e uma fratura na base do crânio, indicando que Oury Jalloh pode ter sido torturado antes de sua morte. A autópsia original havia listado apenas uma fratura recente do nariz. Os médicos astestaram que os ferimentos ocorreram antes da morte.
Em março de 2007, foi aberto um julgamento no tribunal estadual de Dessau contra os policiais Hans-Ulrich M. e seu superior, Andreas S. Os dois policiais foram acusados de causar danos corporais com consequências fatais e de homicídio culposo, respectivamente. Em 8 de dezembro de 2008, o tribunal absolveu ambos os réus de todas as acusações. De acordo com Manfred Steinhoff, o juiz presidente, testemunhos contraditórios impediram o esclarecimento das circunstâncias e obstruíram o devido processo. Em seu discurso de encerramento, Steinhoff acusou os policiais de mentir no tribunal e, assim, prejudicar a reputação do estado da Saxônia-Anhalt. O julgamento gerou inconsistências e lacunas na narrativa dos policiais e durou 60 dias em vez dos quatro programados. Especialistas em incêndio não conseguiram recriar os meios de morte. A questão de como o isqueiro que teria sido usado para iniciar o fogo entrou na cela era inexplicável. Beate H. mudou seu relatório inicial para dizer que Andreas S. não havia desligado o alarme de incêndio duas vezes, mas se levantou e desceu as escadas, mas não conseguiu dizer exatamente quando porque trabalhava de costas para a porta. A família e os partidários de Jalloh ficaram indignados com o veredicto. A família recebeu 5.000 euros do tribunal, uma vez que não conseguiu estabelecer a culpa dos policiais, mas o pai de Jalloh disse que não queria o dinheiro.
Em 7 de janeiro de 2010, exatamente cinco anos depois que Jalloh morreu em sua cela, o tribunal federal do Bundesgerichtshof em Karlsruhe revogou o veredicto anterior. O caso foi relegado ao tribunal estadual da Saxônia-Anhalt em Magdeburg para novo julgamento. Durante as investigações as mortes de Hans-Jürgen Rose (morreu de ferimentos internos horas depois de ser libertado do mesmo prédio da polícia em 1997)  e Mario Bichtemann (falecido de uma fratura de crânio não supervisionada na mesma cela em 2002)  foram reexaminados. Em 2012, Andreas S. foi considerado culpado de homicídio culposo e multado em € 10.800.  Um novo julgamento começou em 2014 e terminou sem nenhuma condenação em 2017.
Em agosto de 2020, o Landtag da Saxônia-Anhalt publicou um relatório dos investigadores especiais Jerzy Montag e no caso Jalloh, chamando as ações dos policiais de "falhas" e "contrárias à lei" (em alemão:  "fehlerhaft" und "rechtswidrig"). No entanto, eles concluíram que a desistência final do caso pelo promotor em 2017 foi "fática e legalmente correta em vista das evidências disponíveis".

## Iniciativa em Memória de Oury Jalloh
A Iniciativa em Memória de Oury Jalloh (em alemão, Initiative in Gedenken an Oury Jalloh) foi criada para buscar justiça para Oury Jalloh e fazer campanha contra a violência policial. Em 2021, a iniciativa encomendou um relatório de um especialista forense em incêndio para avaliar como Jalloh morreu. O especialista achou improvável que alguém amarrado a uma cama pudesse ter se incendiado. Um corpo fictício feito de um porco morto foi então preso ao colchão e incendiado. Foi somente ao usar gasolina que o corpo fictício queimou de maneira proporcional à forma como o corpo de Jalloh foi queimado. O especialista concluiu que era mais provável que tenha sido usada gasolina.
Com base nesse parecer, a iniciativa e a família de Jalloh pediram que a investigação do assassinato fosse reaberta pelo Ministério Público Federal. Eles também anunciaram planos para processar o Gabinete do Procurador-Geral da Saxônia-Anhalt por obstrução da justiça, porque havia encerrado sua investigação em 2018.

## Na cultura popular
Um documentário de televisão intitulado Tod in der Zelle – Warum starb Oury Jalloh? (traduzido como "Morte em uma cela – Por que Oury Jalloh morreu?") foi lançado em 2016. Ele passou a ganhar o prêmio de "Melhor produção profissional" no Nuremberg International Human Rights Film Festival em 2006.